# Доходный дом Василия Кушнарёва
Доходный дом Василия Кушнарёва — здание в Ростове-на-Дону, расположенное на Пушкинской улице (дом 51). Особняк был построен в начале 1900-х годов. Он принадлежал Василию Семёновичу Кушнарёву, брату известного ростовского фабриканта Якова Кушнарёва. В настоящее время здание находится в ведении Южного военного округа. Доходный дом В. С. Кушнарёва имеет статус объекта культурного наследия регионального значения.

## История
Доходный дом был построен в начале 1900-х годов неподалёку от табачной фабрики Якова Семёновича Кушнарёва. Особняк принадлежал его старшему брату, Василию Кушнарёву. Со двора доходного дома был выход в престижный «Летний театр-сад Буфф». В доме Кушнарёва размещался ресторан с открытой верандой со стороны двора.
В 1920-е годы здание было национализировано и передано штабу Северо-Кавказского военного округа. В бывшем доме Кушнарёва разместилась столовая. В годы Великой Отечественной войны была разрушена крыша здания, которую затем восстановили с некоторыми изменениями. В 2012 году штаб ЮВО проводил реконструкцию здания, в ходе которой была перестроена крыша и изменён фасад.
24 июня 2023 года был занят войсками ЧВК Вагнер.

## Архитектура
Фасад доходного дома оформлен в восточном стиле, что характерно для клубных зданий того времени. Постройка двухэтажная на высоком цоколе. Оконные проёмы верхнего этажа имеют полуциркульные завершения. Архивольты окон опираются на сдвоенные византийские колонны. Фасад завершается высоким карнизом с низким парапетом. Здание украшают множество декоративных элементов с лепным восточным орнаментом. Изначально на крыше здания возвышался купол, а в восточной части дома была мраморная лестница.